# Três tesouros (taoismo)
Os termos três tesouros, três preciosidades ou três jóias (chinês: 三寶; pinyin: sānbǎo; Wade-Giles: san-pao), se referem às três virtudes consideradas como valores básicos no taoismo.

## Origem
Encontramos as primeiras referências ao têrmo sānbǎo, no capítulo 67 do Tao Te Ching.
O famoso escritor Lin Yutang (1948:292) afirma que este trecho inclui "os mais belos ensinamentos" de Laozi:

我有三寶持而保之一曰慈二曰儉三曰不敢為天下先
Três jóias aprecio e preservo:
A primeira chama-se misericórdia;
A segunda chama-se moderação;
A terceira chama-se não buscar o poder.
Antes a misericórdia, depois coragem;
Antes moderação, depois generosidade.
Antes não buscar o poder, depois liderar homens de talento.

(trecho do capítulo 67, conforme  tradução disponível no Wikisource) 

## Traduções
A linguagem poética do Tao Te Ching é notoriamente difícil de traduzir, como ilustram as diversas traduções dos "três tesouros" abaixo.
| Tradução                 | Sanbao 三寶                         | Ci 慈         | Jian 儉          | Bugan wei tianxia xian 不敢為天下先                       |
| ------------------------ | ----------------------------------- | ------------- | ---------------- | --------------------------------------------------------- |
| Balfour (1884:41)        | três coisas que considero preciosas | compaixão     | frugalidade      | evitar tomar a frente dos outros — modéstia               |
| Legge (1891:110)         | três coisas preciosas               | gentileza     | economia         | evitar colocar-se no primeiro lugar em relação aos outros |
| Lin (1948:291)           | Três Tesouros                       | Amor          | Nunca em demasia | Nunca ser o primeiro do mundo                             |
| Erkes (1950:117)         | Três jóias                          | Gentileza     | economia         | não ousar assumir o papel principal do reino              |
| Waley (1934:225)         | três tesouros                       | piedade       | frugalidade      | recusar ser 'o primeiro de todas as coisas sob o céu'     |
| Wu (1961:97)             | Três Tesouros                       | Piedade       | Frugalidade      | Não ousar ser o Primeiro do Mundo                         |
| Chan 1963:219)           | três tesouros                       | amor profundo | frugalidade      | não ousar estar adiante do mundo                          |
| Lau (1963:129)           | três tesouros                       | compaixão     | frugalidade      | não ousar assumir a liderança no império                  |
| Wieger & Bryce (1984:34) | três coisas                         | caridade      | simplicidade     | humildade                                                 |
| Mitchell (1988:?)        | três coisas a ensinar               | simplicidade  | paciência        | compaixão                                                 |
| Henricks (1989:38)       | três tesouros                       | compaixão     | frugalidade      | não presumir estar nas fronteiras do mundo                |
| Chen (1989:208)          | três tesouros                       | amor maternal | frugalidade      | não ousar atingir os limites do mundo                     |
| Mair (1990:41)           | três tesouros                       | compaixão     | frugalidade      | não ousar estar adiante de tudo sob o céu                 |
| Muller (2004:n.p.)       | três tesouros                       | compaixão     | frugalidade      | não ousar me colocar acima de todos                       |
| Wikisource               | três jóias                          | misericórdia  | moderação        | não buscar o poder                                        |

A partir desta comparação, uma tradução consensual destes têrmos  poderia ser: compaixão ou amor, frugalidade ou simplicidade, e humildade ou modéstia.

## Outros significados
Além dos "três tesouros" taoistas, o têrmo chinês sānbǎo também pode se referir aos três tesouros na medicina tradicional chinesa, ou aos três tesouros do budismo. Victor H. Mair (1990:110) observa que os budistas chineses escolheram o termo taoísta sānbǎo para traduzir o sânscrito triratna ou ratnatraya, e "não é de todo estranho que os taoistas pegariam essa antiga expressão generalizada indiana para usá-la para seus próprios fins".